# Jules George
Joseph Jules Eugène George (* 14. Mai 1903 in Lüttich; † April 1983) war ein belgischer Ruderer und Fußballfunktionär.

## Biografie
Jules George spielte ab 1915 für den RFC Lüttich Fußball. Jedoch wechselte zum Rudersport. Im Doppelzweier konnte er zusammen mit Lucien Brouha bei den Europameisterschaften 1921 Silber und im Folgejahr Bronze gewinnen. Bei den Olympischen Sommerspielen 1924 bildete er mit Marcel Roman, Victor Denis, Lucien Brouha und Steuermann Carlos Van den Driessche die belgische Crew in der Vierer mit Steuermann-Regatta. Im gleichen Jahr gewann die Crew Bronze bei den Europameisterschaften in Zürich. Unklar ist jedoch ob Van den Driessche ebenfalls Teil der Besatzung war.
1971 übernahm er das Präsidentenamt des Fußballvereins RFC Lüttich, das er bis zum 1. April 1983 innehatte.